# اریک مورای
اریک مورای (انگلیسی: Eric Murray؛ زادهٔ ۶ مهٔ ۱۹۸۲) یک قایقران روئینگ اهل نیوزیلند است.
وی در مسابقات کشوری و بین‌المللی در مجموع برندهٔ ۱۰ مدال طلا شده‌است.